# Новиков, Илья Изриэлович
Илья Изриэлович Новиков (1926 — 1999) — советский учёный-металлург, специалист в области сверхпластичности. Доктор технических наук, профессор кафедры металловедения цветных металлов МИСиС. Заслуженный деятель науки и техники РСФСР, Лауреат Государственной премии СССР.

## Биография
Родился в 1926 году.
В 1948 г. окончил Московский институт цветных металлов и золота. После окончания аспирантуры в 1951 г. защитил кандидатскую диссертацию. С 1951 по 1955 г.г. работал в г. Алма-Ата в Казахском горно-металлургическом институте. И. И. Новиков был одним из организаторов лаборатории физики металлов в Физико-техническом институте АН Казахской ССР, которой заведовал по совместительству до 1955 г.
С 1955 г. И. И. Новиков — доцент Московского института цветных металлов и золота. В 1964 г. защитил докторскую диссертацию. С 1965 по июнь 1991 г. — заведующий кафедрой металловедения цветных металлов МИСиС. С июля 1991 г. — профессор этой кафедры.

## Научная и педагогическая деятельность
И. И. Новиков — ученик и последователь академика А. А. Бочвара, сменивший его в качестве заведующего кафедрой металловедения цветных металлов МИСиС.
Первые его научные работы связаны с переходом сплавов из жидкого состояния в твердое, механическим поведением сплавов в этих условиях, особенностями неравновесной кристаллизации. Подробно изучив природу горячеломкости. И. И. Новиков сформулировал выводы и закономерности, которые помогают разрабатывать сплавы с высокой сопротивляемостью образования горячих трещин при литье и сварке плавлением.
В 60-е — 70е годы И. И. Новиков занимался изучением закономерности влияния состава на жаропрочность многокомпонентных сплавов с использованием платины для стеклоплавильных аппаратов, позволившие сэкономить большое количество этого драгоценного металла. Эта работа в 1982 г. была удостоена Государственной Премии СССР.
Продолжая работы А. А. Бочвара по проблемам сверхпластичности, И. И. Новиков занимался исследованием природы сверхпластичности, созданием сплавов цветных металлов разнообразного назначения и способом производства материалов с ультрамелким зерном для сверхпластичной формовки. Монография «Сверхпластичность сплавов с ультрамелким зерном» (1981 г.) отмечена премией им. Д. К. Чернова РАН.
И. И. Новиков вел активную педагогическую деятельность. Его учебники «Теория термической обработки металлов» и «Дефекты кристаллического строения металлов» выдержали четыре издания и переведены на многие языки мира. Им написаны пять монографий, в том числе «Горячеломкость» (1966 г.), «Дендритная ликвация в сплавах» (1966 г.), «Диаграммы изотермического распада раствора в алюминиевых сплавах» (1997 г.). И. И. Новиков автор более 250 научных статей.

## Награды и звания
- Орден «Знак почета»
- Лауреат Государственной премии СССР (1982 год)
- Премия им. Д. К. Чернова (1981 год)
- Заслуженного деятеля науки и техники РФ
- Несколько медалей